# David Malembana
David Zeferino Malembana (Freital, 11 ottobre 1995) è un calciatore tedesco naturalizzato mozambicano, difensore dell'Al-Kharitiyath e della nazionale mozambicana.

## Carriera

### Club
Ha giocato nella prima divisione bulgara ed in quella armena.

### Nazionale
L'11 ottobre 2021 ha esordito con la nazionale mozambicana giocando l'incontro perso 0-1 contro il Camerun, valido per le qualificazioni al campionato mondiale di calcio 2022.

## Statistiche

### Presenze e reti nei club
Statistiche aggiornate al 17 marzo 2023.
| Stagione                 | Squadra                  | Campionato               | Campionato | Campionato | Coppe nazionali | Coppe nazionali | Coppe nazionali | Coppe continentali | Coppe continentali | Coppe continentali | Altre coppe | Altre coppe | Altre coppe | Totale | Totale |
| Stagione                 | Squadra                  | Comp                     | Pres       | Reti       | Comp            | Pres            | Reti            | Comp               | Pres               | Reti               | Comp        | Pres        | Reti        | Pres   | Reti   |
| ------------------------ | ------------------------ | ------------------------ | ---------- | ---------- | --------------- | --------------- | --------------- | ------------------ | ------------------ | ------------------ | ----------- | ----------- | ----------- | ------ | ------ |
| 2013-2014                | Dinamo Dresda II         | OL                       | 3          | 0          |                 | -               | -               |                    | -                  | -                  |             | -           | -           | 3      | 0      |
| 2014-2015                | Dinamo Dresda II         | OL                       | 13         | 0          |                 | -               | -               |                    | -                  | -                  |             | -           | -           | 13     | 0      |
| Totale Dinamo Dresda II  | Totale Dinamo Dresda II  | Totale Dinamo Dresda II  | 16         | 0          |                 | -               | -               |                    | -                  | -                  |             | -           | -           | 16     | 0      |
| 2015-2016                | Goslarer                 | RL                       | 27         | 2          |                 | -               | -               |                    | -                  | -                  |             | -           | -           | 27     | 2      |
| 2016-2017                | BFC Dynamo               | RL                       | 13         | 0          |                 | -               | -               |                    | -                  | -                  |             | -           | -           | 13     | 0      |
| 2017-2018                | BFC Dynamo               | RL                       | 24         | 3          |                 | -               | -               |                    | -                  | -                  |             | -           | -           | 24     | 3      |
| 2018-2019                | BFC Dynamo               | RL                       | 20         | 3          |                 | -               | -               |                    | -                  | -                  |             | -           | -           | 20     | 3      |
| Totale BFC Dynamo        | Totale BFC Dynamo        | Totale BFC Dynamo        | 57         | 6          |                 | -               | -               |                    | -                  | -                  |             | -           | -           | 57     | 6      |
| 2019-2020                | Lokomotiv Plovdiv        | 1L                       | 24         | 0          | CB              | 4               | 0               | UEL                | 4                  | 0                  | SB          | 0           | 0           | 32     | 0      |
| 2020-2021                | Lokomotiv Plovdiv        | 1L                       | 17         | 0          | CB              | 2               | 0               | UEL                | 0                  | 0                  | SB          | 1           | 0           | 20     | 0      |
| Totale Lokomotiv Plovdiv | Totale Lokomotiv Plovdiv | Totale Lokomotiv Plovdiv | 41         | 0          |                 | 6               | 0               |                    | 4                  | 0                  |             | 1           | 0           | 52     | 0      |
| feb.-giu. 2022           | Lokomotiv Sofia          | 1L                       | 5          | 0          | CB              | -               | -               |                    | -                  | -                  |             | -           | -           | 5      | 0      |
| 2022-2023                | Lokomotiv Sofia          | 1L                       | 8          | 0          | CB              | 2               | 0               |                    | -                  | -                  |             | -           | -           | 10     | 0      |
| Totale Lokomotiv Sofia   | Totale Lokomotiv Sofia   | Totale Lokomotiv Sofia   | 13         | 0          |                 | 2               | 0               |                    | -                  | -                  |             | -           | -           | 15     | 0      |
| Totale carriera          | Totale carriera          | Totale carriera          | 154        | 8          |                 | 8               | 0               |                    | 4                  | 0                  |             | 1           | 0           | 167    | 8      |

### Cronologia presenze e reti in nazionale
| Cronologia completa delle presenze e delle reti in nazionale ― Mozambico | Cronologia completa delle presenze e delle reti in nazionale ― Mozambico | Cronologia completa delle presenze e delle reti in nazionale ― Mozambico | Cronologia completa delle presenze e delle reti in nazionale ― Mozambico | Cronologia completa delle presenze e delle reti in nazionale ― Mozambico | Cronologia completa delle presenze e delle reti in nazionale ― Mozambico | Cronologia completa delle presenze e delle reti in nazionale ― Mozambico | Cronologia completa delle presenze e delle reti in nazionale ― Mozambico |
| Data                                                                     | Città                                                                    | In casa                                                                  | Risultato                                                                | Ospiti                                                                   | Competizione                                                             | Reti                                                                     | Note                                                                     |
| ------------------------------------------------------------------------ | ------------------------------------------------------------------------ | ------------------------------------------------------------------------ | ------------------------------------------------------------------------ | ------------------------------------------------------------------------ | ------------------------------------------------------------------------ | ------------------------------------------------------------------------ | ------------------------------------------------------------------------ |
| 11-10-2021                                                               | Tangeri                                                                  | Mozambico                                                                | 0 – 1                                                                    | Camerun                                                                  | Qual. Mondiali 2022                                                      | -                                                                        | 74’                                                                      |
| 18-6-2023                                                                | Butare                                                                   | Ruanda                                                                   | 0 – 2                                                                    | Mozambico                                                                | Qual. Coppa d'Africa 2023                                                | -                                                                        |                                                                          |
| 9-9-2023                                                                 | Maputo                                                                   | Mozambico                                                                | 3 – 2                                                                    | Benin                                                                    | Qual. Coppa d'Africa 2023                                                | -                                                                        |                                                                          |
| 19-11-2023                                                               | Maputo                                                                   | Mozambico                                                                | 0 – 2                                                                    | Algeria                                                                  | Qual. Mondiali 2026                                                      | -                                                                        |                                                                          |
| 6-1-2024                                                                 | Johannesburg                                                             | Mozambico                                                                | 2 – 0                                                                    | Lesotho                                                                  | Amichevole                                                               | -                                                                        | 62’                                                                      |
| 8-1-2024                                                                 | Johannesburg                                                             | Botswana                                                                 | 1 – 0                                                                    | Mozambico                                                                | Amichevole                                                               | -                                                                        | 46’                                                                      |
| 7-6-2024                                                                 | Maputo                                                                   | Mozambico                                                                | 2 – 1                                                                    | Somalia                                                                  | Qual. Mondiali 2026                                                      | -                                                                        | 70’                                                                      |
| 10-6-2024                                                                | El Jadida                                                                | Guinea                                                                   | 0 – 1                                                                    | Mozambico                                                                | Qual. Mondiali 2026                                                      | -                                                                        |                                                                          |
| 6-9-2024                                                                 | Bamako                                                                   | Mali                                                                     | 1 – 1                                                                    | Mozambico                                                                | Qual. Coppa d'Africa 2025                                                | -                                                                        | 78’                                                                      |
| 10-9-2024                                                                | Maputo                                                                   | Mozambico                                                                | 2 – 1                                                                    | Guinea-Bissau                                                            | Qual. Coppa d'Africa 2025                                                | -                                                                        | 85’                                                                      |
| Totale                                                                   |                                                                          | Presenze                                                                 | 10                                                                       |                                                                          | Reti                                                                     | 0                                                                        |                                                                          |

## Palmarès

### Club

#### Competizioni nazionali
- Coppa di Bulgaria: 1

Lokomotiv Plovdiv: 2019-2020
- Supercoppa di Bulgaria: 1

Lokomotiv Plovdiv: 2020